# Сердюк Григорій Дмитрович
Сердюк Григорій Дмитрович (нар. 21 січня 1952, с. Бреусівка Козельщинського району Полтавської області) — український педагог, історик-краєзнавець, член Національної спілки журналістів України, член Національної спілки краєзнавців України, Почесний краєзнавець України (2021).

## Біографія
Сердюк Григорій Дмитрович народився 21 січня 1952 року в селі Бреусівка Козельщинського району Полтавської області в родині хліборобів. У 1969 році успішно закінчив Бреусівську десятирічку. Ще зі шкільних років почав дописувати різноманітні статті до козельщинської районної, згодом до обласних і республіканських газет. Після закінчення школи про вибір професії навіть не замислювався, і вже через декілька тижнів він у Полтаві подає документи до педагогічного інституту. На такий вибір його надихнула вчителька. Іспити здав успішно, а 1 вересня сів на студентську лаву. У 1973 році успішно завершив історичний факультет, а також вечірній факультет іноземних мов (німецька мова) Полтавського державного педагогічного інституту імені В. Г. Короленка. У 1973—1975 рр. працював учителем історії та географії Солоницької, а потім Новогалещинської середніх шкіл Козельщинського району. У 1976—1980 рр. — заступник директора Бреусівської СШ; у 1980—2013 рр. працював викладачем історії та географії цієї школи. На даний момент Сердюк Г. Д. знаходиться на заслуженому відпочинку.
У 2008 році був визнаний «Людиною року села Бреусівка». Неодноразово заносився на сільську, районну та обласну дошку пошани. Був занесений до Всеукраїнської книги величі та пошани 1991—2011. Також був зображений на регіональному календарі 2012 року.

## Творчий доробок

### Педагог
Григорій Дмитрович Сердюк усе трудове життя наполегливо працював над поглибленням знань і вдосконаленням навичок своїх вихованців. Ніколи не зупинявся на досягнутому. Його учні неодноразово досягали високих результатів на районних та обласних олімпіадах. Багато років Сердюк Г. Д. працював класним керівником. Він дуже любить дітей і по-батьківськи піклується про них, у будь-якій ситуації знаходить індивідуальний підхід до кожного вихованця. Понад 20 років був керівником районного методичного об'єднання учителів історії та правознавства.
У 1987 році був нагородженим значком «Відмінник народної освіти». У цьому ж році,15-16 травня, він був делегатом V з'їзду вчителів України. У 1991 році йому присвоїли звання «Учитель-методист». У 2010 році став переможцем районного конкурсу «Учитель року» в номінації «історія», а також лауреатом Полтавської обласної премії імені Антона Семеновича Макаренка.

### Краєзнавець
Григорій Дмитрович Сердюк є провідним краєзнавцем Козельщинського району. У 1988—1989 рр. він підготував для зводу «Пам'ятники України» історичні матеріали про пам'ятники, які розташовані на території Бреусівської сільської ради. У 1989—1992 рр. спільно з кандидатом історичних наук, заслуженим працівником культури України Вірою Никанорівною Жук провів пошукову роботу і підготував близько 50 фундаментальних статей по Козельщинському району до енциклопедичного довідника «Полтавщина»; а у 2000 році написав статтю про Козельщинський район до ЕСУ. Оформив тематичні папки з цінними матеріалами про видатних людей Козельщинського району, Полтавської області і України. Багато років займається дослідженням історії собору Різдва Пресвятої Богородиці та однойменного монастиря, результатом чого є книга «Перлина Козельщини» у якій Григорій Сердюк є співавтором. Написав близько десяти статей про історію церков і релігійне життя на території району і став співавтором 12-го тому енциклопедії Полтавщини «Полтавіка» — «Церква і релігія».
У 2018 році побачила світ його книга "Величний подвиг Козельщинського краю", присвячена участі земляків у Другій світовій війні.
У 2020-му вийшла фундаментальна праця — книга "З минулого —у вічність". У ній прослідковується історія Козельщинського краю від найдавніших часів до сьогодення, викладена крізь призму історії України і Полтавщини.
Видання обох книг стало можливим завдяки сприянню засновника і керівника Благодійного фонду Smart Foundation, уродженця Козельщинського району Миколи Сергійовича Сушка.
Григорій Дмитрович є чудовим фахівцем музейної справи. Під його керівництвом було створено краєзнавчий музей, який став окрасою не тільки села, а й району. Неодноразово був екскурсоводом по Козельщинському району, зокрема, й для вітчизняних та іноземних делегацій з нагоди 200-річчя від дня народження М. В. Остроградського. Активний учасник підготовки та проведення щорічного козацького свята на Шар-горі. 20 січня 2016 року Григорію Сердюку було присвоєно звання капітана українського козацтва, а 6 червня 2016 року йому вручили посвідчення члена Національної спілки краєзнавців України.

### Поет

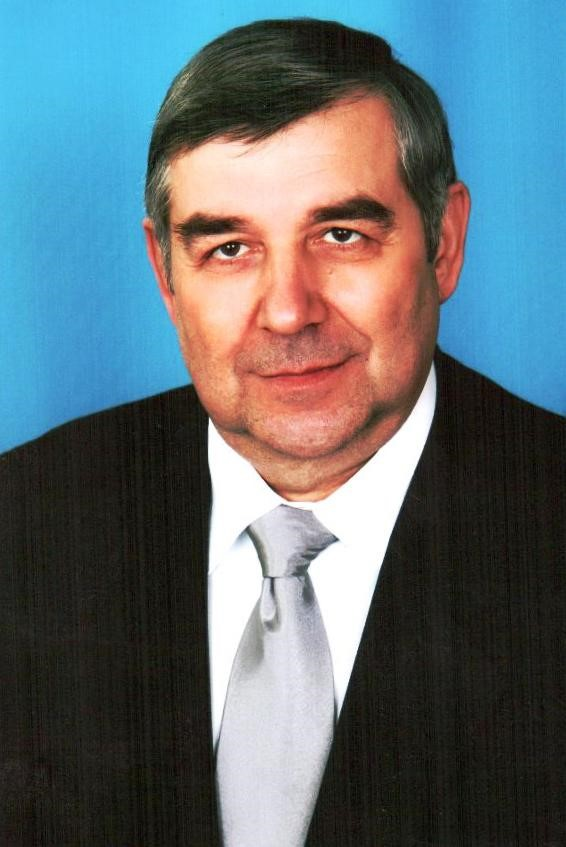

Григорій Сердюк є автором майже тисячі публікацій про історію, природу та культуру Полтавщини й України, людські долі, трудовий і ратний подвиг земляків. Його численні оповідання, новели, етюди, образки, замальовки знаходять відгук у читачів. Найкращі його вірші знайшли місце у поетичній збірці «Все починається з любові». На слова окремих віршів написано музику, і вони стали піснями, зокрема: «Земля наймиліша — Козельщинський край», «Моя любов», «Школа — рідний дім» (гімн Бреусівської школи). У 2009 році Г. Д. Сердюк став лауреатом літературно-мистецької премії імені Володимира Малика, у цьому ж році став призером конкурсу на здобуття премії імені Самійла Величка.

## Нагороди
- Грамоти Козельщинської районної державної адміністрації (2001 р., 2002 р., 2006 р., 2009 р., 2010 р.)
- Грамоти головного управління освіти і науки Полтавської обласної державної адміністрації (1993 р., 1995 р., 1997 р.,)
- Почесні грамоти Міністерства народної освіти Української РСР (1982 р., 1986 р.,)
- Диплом Полтавської обласної державної адміністрації «За активну участь в розвитку освіти Полтавщини» (1994 р., 1997 р.,)
- Відмінник народної освіти (1987 р.)
- Вчитель методист (посвідчення № 105 від 5 травня 1991)
- Член Національної спілки журналістів України (2001 р.)
- Почесний краєзнавець України (2021 р.)
- Лауреат літературно-мистецької премії ім. Володимира Малика (2009 р.)
- Призер конкурсу на здобуття премії ім. Самійла Величка (2010 р.)
- Лауреат Полтавської обласної премії ім. А. С. Макаренка (2010р)
- Занесений до Всеукраїнської книги Величі та пошани України 1991—2011.